# Oreichthys
Genre
Oreichthys est un genre de poissons téléostéens de la famille des Cyprinidae et de l'ordre des Cypriniformes. Oreichthys est un genre de barbes tropicales qui se rencontre en Thaïlande, en Inde, au Bangladesh, au Myanmar (Birmanie), au nord de la péninsule malaise, et dans le bassin du Mékong au Laos. On les trouve dans les fossés, les étangs, les cours d'eau (des montagnes et des plaines) et les canaux.
Le genre Oreichthys (Smith 1933) a été initialement créé pour recevoir des petits poissons recueillis dans un petit ruisseau sur Kao Sabap, une vaste gamme de montagne près de Chantaban, Thaïlande.

## Liste des espèces
Selon Knight, J.D.M. & Kumar, R.G. (2015):
- Oreichthys andrewi Knight, 2014[4]
- Oreichthys coorgensis Jayaram, 1982[3]
- Oreichthys cosuatis F. Hamilton, 1822
- Oreichthys crenuchoides Schäfer, 2009
- Oreichthys duospilus Knight & R. G. Kumar, 2015[3]
- Oreichthys incognito Knight & R. G. Kumar, 2015[3]
- Oreichthys parvus H. M. Smith, 1933

### Note
Selon FishBase (17 août 2015):
- Oreichthys andrewi Knight, 2014
- Oreichthys cosuatis (Hamilton, 1822)
- Oreichthys crenuchoides Schäfer, 2009
- Oreichthys parvus Smith, 1933

## Galerie

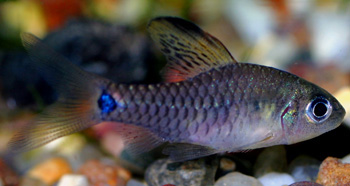
Oreichthys crenuchoides
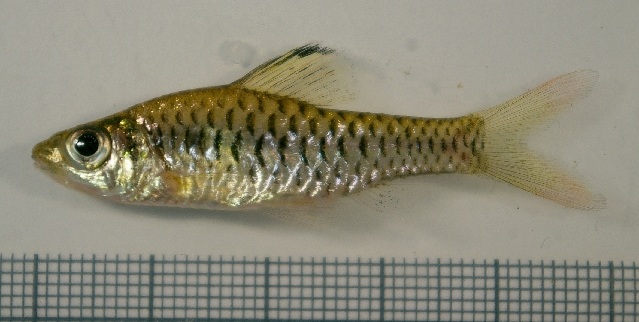
Oreichthys cosuatis